# Norma Rae
Norma Rae é um filme estadunidense de 1979, do gêneros drama biográfico, dirigido por Martin Ritt.
O roteiro é baseado na história real de Crystal Lee Sutton, que liderou uma campanha contra as condições de trabalho oferecidas pela empresa J.P. Stevens Mill.

## Sinopse
Em 1978, em Hinleyville, uma pequena cidade do Alabama no sul dos Estados Unidos, a maioria da população trabalha em uma indústria têxtil, cujas condições de trabalho são péssimas. Lá também trabalha Norma Rae, uma mãe solteira de dois filhos e que vive com os pais que também são operários da fábrica. De repente, chega de Nova Iorque o sindicalista Reuben Warshowsky, que procura um lugar na casa de uma família para morar. Segundo ele, aquela fábrica é a única no país que não possui um sindicato e ele quer que o trabalhadores se organizem para formar um no local mas os mesmos resistem pois temem a reação dos patrões. Ele também enfrenta preconceito por ser judeu e na cidade haver predominância da religião Batista. Norma Rae e Reuben acabam amigos e ele passa a influenciá-la para que se engaje na luta sindical. Mesmo admirando Reuben, Norma Rae se casa com o operário Sonny Webster que a ama mas fica inseguro quando ela se filia à entidade de classe e começa a passar muito tempo com o sindicalista.

## Elenco principal
- Sally Field .... Norma Rae
- Beau Bridges .... Sonny
- Ron Leibman ....  Reuben
- Pat Hingle ....  Vernon
- Barbara Baxley ....  Leona
- Gail Strickland ....  Bonnie Mae
- Morgan Paull ....  Wayne Billings
- Robert Broyles ....  Sam Bolen
- John Calvin ....  Ellis Harper
- Booth Colman ....  Dr. Watson
- Lee de Broux ....  Lujan
- James Luisi ....  George Benson
- Vernon Weddle ....  reverendo Hubbard
- Gilbert Green ....  Al Landon
- Bob Minor ....  Lucius White

## Principais prêmios e indicações
Oscar 1980 (EUA)
- Vencedor nas categorias de melhor atriz (Sally Fiel) e melhor canção original (It Goes Like It Goes).
- Indicado nas categorias de melhor filme e melhor roteiro adaptado.

Globo de Ouro 1980 (EUA)
- Vencedor nas categorias de melhor atriz - drama (Sally Field).
- Indicado nas categorias de melhor filme - drama e melhor roteiro de cinema.

National Society of Film Critics Awards 1980 (EUA)
- Vencedor na categoria de melhor atriz (Sally Field).

Festival de Cannes 1979 (França)
- Recebeu prêmio na categoria melhor atriz (Sally Field) e o Grande Prêmio Técnico.
- Indicado à Palma de Ouro.